# Ветрина
Ветрина или Ветрино (блр. Ветрына; рус. Ветрино) насељено је место са административним статусом варошице (городской посёлок) у северном делу Републике Белорусије. Административно припада Полацком рејону Витепске области. 
Према процени из 2014. у насељу је живело 2.300 становника.

## Географија
Варошица се налази на око 22 км југозападно од града Полацка на релацији магистралног друма Р45 Полоцк—Глибокаје—граница са Литванијом.

## Историја
Насеље се у писаним изворима по први пут помиње средином XVI века као село у саставу Полацког војводства Велике Кнежевине Литваније. 
Након друге поделе Државне заједнице Пољске и Литваније 1793. постаје делом Руске Империје и постаје центром сеоске општине у границама Лепељског округа. 
У новијој историји Ветрина је била средиштем Ветринског рејона у два наврата 1924—1931. и 1935—1960. године. Све до 1958. имало је статус села. 
У границама Полацког рејона је од 20. јануара 1960. године. 

## Становништво
Према процени, у насељу је 2014. живело око 2.300 становника.
| 1979. | 1989. | 1999. | 2009. | 2014. |
| ----- | ----- | ----- | ----- | ----- |
| ---   | ---   | ---   | 2.700 | 2.300 |